# Cratere Harris
Harris  è un cratere sulla superficie di Marte.